# Acer chienii
Acer chienii é uma espécie de árvore do gênero Acer, pertencente à família Aceraceae.